# 建築・空間デジタルアーカイブス
建築・空間デジタルアーカイブス（けんちく・くうかんデジタルアーカイブス、Digital Archives for Architectural Space：DAAS）は、日本の建築物の図面や写真等の資料を収集して、デジタルアーカイブとして整備し、ネットワークを通じた幅広い利用を図るプロジェクトである。

## 概要
建築家槇文彦らの有志による協力のもと、国土交通省の2005年度（平成17年度）事業として開始され、2006年（平成18年）9月15日に一般公開された。公開当初には、新建築社から提供された1960年代 - 1970年代の建築写真のリバーサルフィルムをスキャンし、修正した上でデジタル画像として公開した。
2006年（平成18年）12月4日には、関係企業、団体、個人により、DAASコンソーシアムが設立されている。

## DAASコンソーシアム会員
- 一般社団法人日本建築学会
- 公益社団法人日本建築士会連合会
- 一般社団法人日本建築士事務所協会連合会
- 公益社団法人日本建築家協会
- 一般社団法人日本建設業連合会
- 一般社団法人住宅生産団体連合会
- 一般財団法人日本建築センター
- 一般財団法人ベターリビング
- 株式会社新建築社
- 五洋建設株式会社
- 株式会社奥村組
- 株式会社日本設計
- 新日鉄興和不動産株式会社
- 前田建設工業株式会社
- 清水建設株式会社
- 積水ハウス株式会社
- 大成建設株式会社
- 株式会社竹中工務店
- 株式会社日建設計
- 株式会社大林組
- 鹿島建設株式会社
- 住友不動産株式会社
- 三菱地所株式会社
- 株式会社山下設計
- 三井不動産株式会社
- 東京建物株式会社
- 慶應義塾大学
- 株式会社建築資料研究社
- 大和ハウス工業株式会社
- 一般社団法人日本建築構造技術者協会
- 公益財団法人建築技術教育普及センター
- 一般社団法人建築設備技術者協会